# Vitorino
Vitorino là một đô thị thuộc bang Paraná, Brasil. Đô thị này có diện tích 307,946 km², dân số năm 2007 là 6513 người, mật độ 19,9 người/km².